# Idaea salutaria
Idaea salutaria là một loài bướm đêm trong họ Geometridae.